# Борок (Катынское сельское поселение)
Борок — деревня в Смоленской области России, в Смоленском районе. Население — около 1000 жителей (2007 год). Расположена в западной области в 19 км к западу от Смоленска на правом берегу Днепра. Входит в состав Катынского сельского поселения.

## История
Название произошло от уменьшительного от слова «бор» — «сосновый лес».

## Экономика
Сельхозкооператив «Борок», государственное учреждение «Санаторий „Борок“ МВД России».

## Достопримечательности
Памятники археологии:
- Стоянка эпохи мезолита в 1,5 км к западу от деревни.
- Селище на окраине деревни.